# Accensus
Accensus (en llatí plural accensi) paraula que segons Marc Terenci Varró venia del verb accenseo ('sumar', 'afegir') era un ofici públic de l'antiga Roma. Els accensi estaven encarregats de convocar les assemblees, i les corts de justícia i de mantenir l'ordre mentre se celebraven, i anunciaven amb els seus crits l'hora tertia, la sexta i la nona, quan se celebraven els comicis. Anaven davant del cònsol i podien substituir els lictors en cas de necessitat. També existia aquest ofici a les províncies, generalment exercit per lliberts dels governadors o dels magistrats.
També portava aquest nom un cos militar durant els inicis de la República romana. Eren una infanteria lleugera formada pels homes més pobres de la legió que no es podien permetre despeses en l'equipament. No portaven armadures ni escuts, i la seva posició habitual era a la tercera línia de batalla. Lluitaven en una formació independent, i donaven suport a les tropes ben armades. També eren cridats per substituir als legionaris morts de les primeres línies. Aquest cos es va eliminar gradualment als inicis de la Segona Guerra Púnica.
A l'època de l'Imperi hi havia els accensi velati, un grup de 100 homes que es feien càrrec de la supervisió de les vies públiques. El formaven principalment cavallers i alts funcionaris i estaven exempts d'alguns tributs.